# Bravo musique
 (janvier 2021).
Bravo musique est un label discographique indépendant établi à Montréal, au Canada, regroupant des artistes de la province de Québec. Il regroupe l’ancien label Dare to Care Records et sa filiale Grosse Boîte.

## Histoire
Éli Bissonnette et Hugo Mudie créent Dare to Care Records en 2000 à Montréal. Le premier s'occupe alors de DTC Records alors que le second se concentre principalement sur sa carrière musicale (The Sainte Catherines, Yesterday's Ring). Dare to Care Records possédait aussi une petite sœur, Grosse Boîte, pour ses artistes francophones : Grosse Boîte est un label indépendant de musique québécois fondé en 2006 à Montréal, au Québec. Contrairement à sa maison-mère qui est plus axée sur le marché international, Grosse Boîte est conçu pour les artistes souhaitant un label concentrant principalement ses forces sur le marché au Québec, mais aussi en France. 
En 2013, Dare to Care présente sa nouvelle griffe numérique, Sainte Cécile, qui se veut une façon d’élargir la famille et qui agit en tant qu’auxiliaire numérique pour distribuer la musique de ses artistes sur les iTunes, Rdio, Deezer et autres quelque 300 points de vente disponibles en ligne[source secondaire souhaitée].
En janvier 2021, Grosse Boîte et Dare to Care deviennent le label Bravo musique, sous l'acquisition de l'auteure-compositrice-interprète Cœur de pirate,. En février suivant, Date to Care devient Bravo Musique,. 

### Scandale
En 2020, une vague de dénonciations sur les réseaux sociaux incrimine certaines personnalités québécoises pour avoir commis des abus ou des inconduites sexuelles.
Les accusations envers Bernard Adamus entraînent la démission d'Éli Bissonnette, patron du label. Selon une employée répondant au Journal de Montréal, le personnel de DTC a reçu l'ordre de garder le silence sur les agissements d'Adamus quand le mouvement MeToo a éclaté en 2017. Quant à Éli Bissonnette, une ancienne employée a décrit dans un message sur Instagram l'emprise malsaine qu'il aurait exercée envers elle[source secondaire nécessaire].
À la suite de ce scandale, l'Association québécoise de l'industrie du disque, du spectacle et de la vidéo (ADISQ) a annoncé exclure Dare to Care Records et Bernard Adamus de ses cérémonies.

## Artistes produits

### Actuels[Quand?]
- Avec pas d'casque
- Catherine Leduc
- Cœur de pirate
- Émile Bilodeau
- Evelyne Brochu
- Fanny Bloom
- Fred Fortin
- Gab Bouchard
- Jean Leloup (et Jean Leclerc)
- Jimmy Hunt
- Les Sœurs Boulay
- Lou-Adriane Cassidy
- Socalled
- Thierry Larose

### Anciens
Les artistes suivants ont aussi fait paraître des albums sur les labels Dare to Care Records ou Grosse Boîte : 
- Bertrand Belin
- Canailles
- Fauve
- La patère rose
- Lake of Stew
- Les Appendices
- Les Georges Leningrad
- Malajube
- Omnikrom
- Pawa Up First
- Stereo Total
- The Planet Smashers
- The Sainte Catherines
- Tricot Machine
- We Are Wolves
- Yesterday's Ring